# Aggertal-Gymnasium

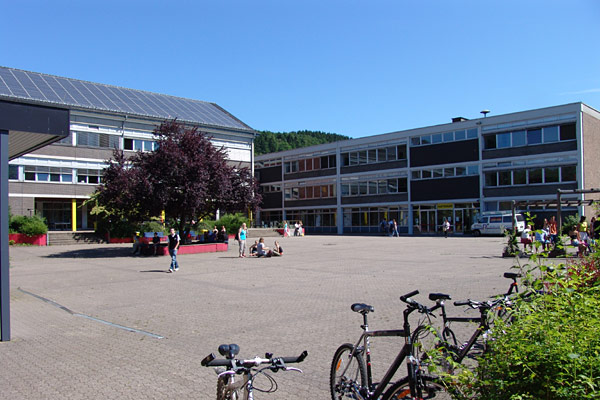
ATG Gebäude Neubau mit Solardach und Hauptgebäude rechts, Aula sowie Sporthalle links außerhalb des Bildes (2005)

Das Aggertal-Gymnasium (kurz: ATG, inoffiziell oft: ATG Engelskirchen) befindet sich in der Gemeinde Engelskirchen bei Köln im Oberbergischen Kreis. Es wurde nach dem durch Engelskirchen fließenden Fluss Agger benannt. Die heutigen Schule wurde 1964 unter dem Namen Evangelisches Gymnasium Engelskirchen gegründet, jedoch reicht die Geschichte bis in das 18. Jahrhundert zurück. Das Gymnasium besteht in der heutigen Form aus 67 Lehrern, davon 7 Referendare, die etwa 700 Schüler unterrichten.

## Geschichte
Historisch besteht die Schule schon seit dem 18. Jahrhundert, die offizielle Gründung der Schule in der heutigen Form erfolge 1964 als Evangelisches Gymnasium Engelskirchen.
2014 begann die grundlegende Renovierung des Schulgebäudes welche 2017 abgeschlossen wurde.
2023 startete der Bau eines weiteren Stockwerkes für einen Gebäudeteil, um die zusätzlichen Klassen, welche durch die Umstellung auf G9 entstehen, unterrichten zu können. Zusätzlich soll ein weiterer Informatikraum in Betrieb genommen werden.

## Schülervertretung
Das ATG verfügt über eine aktive Schülervertretung (kurz SV). Durch die SV sind alle Schüler in den Mitwirkungsgremien vertreten. Unter den formalen Mitwirkungsgremien sind an dieser Stelle die Fachkonferenzen zu sehen, in denen die Schülervertreter als beratende Mitglieder Einfluss nehmen können. Als höchstes Mitwirkungsgremium existiert die Schulkonferenz. In der Schulkonferenz sind sechs Schülervertreter anwesend, die restlichen Mitglieder bestehen aus je sechs Lehrern und Vertretern der Elternschaft. Die Mitglieder der Schulkonferenz werden direkt durch die Klassen- und Stufensprecher aller Jahrgänge gewählt.

Die Schülerselbstverwaltung verfügt jedes Jahr über ein zentrales Team (SV-Team). Dieses Team wird direkt durch eine Vollversammlung aller Schüler gewählt. Das SV-Team führt in eigener Verantwortung Veranstaltungen wie z. B. einen Videoabend, eine Disco für die Schüler, einen bunten Abend, bei denen alle Klassen zur Mitwirkung aufgerufen sind oder eine politische Podiumsdiskussion durch. Daneben werden durch das SV-Team regelmäßig Sportveranstaltungen organisiert. Auch im Bereich des sozialen Engagements ist die SV tätig.

Als Erfolg der SV ist zu sehen, dass es seit 1997 das Schülercafé „Fata Morgana“ gibt. Dieses ist aus dem Brötchenverkauf durch die SV-Mitglieder entstanden. Im Nachgang unterstützte der Förderverein die Erstausstattung großzügig. Mit einer ABM-Kraft und einem Team von Eltern und ehemaligen Lehrern, die sich regelmäßig abwechseln, werden Lebensmittel angeboten.

## Schüleraustausch
Das ATG unterhält ein Austauschprogramm mit Partnerschulen in Plan-de-Cuques (Frankreich). Im jährlichen Wechsel fahren Schülern des ATG für eine Woche in eine Gastfamilie und erhalten im Folgejahr einen Gegenbesuch der Partnerschule.
In jedem Jahr absolvieren Schüler der 10. Klassen des ATG ein Betriebspraktikum in Plan-de-Cuques. Damit unterstützt die Schule die partnerschaftlichen Beziehungen der Gemeinde Engelskirchen mit der französischen Partnergemeinde.

In der Vergangenheit gab es lange Jahre einen Austausch mit einer Partnerschule in Sankt Petersburg (Russland) sowie einer Partnerschule in Croydon (London, Großbritannien).
In den letzten Jahren ist eine weitere Partnerschaft zu einem Gymnasium im polnischen Mogilno entstanden. Auch hier findet in regelmäßigen Zeitabständen ein Schüleraustausch sowohl nach Polen als auch nach Deutschland statt.

## Arbeitsgemeinschaften & andere Projekte
Das ATG verfügt über mehrere Arbeitsgemeinschaften. In diesen Arbeitsgemeinschaften (kurz: AG) erstellen die Schüler unter Anleitung eines Lehrers, Elternteils oder eines älteren Schülers Arbeitsergebnisse. Aktuell gibt es folgende AGs:
- Amateurfunk – Arduino
- Unterstufenchor
- Schulorchester
- Musical (vgl. Kulturelle Projekte)
- Cambridge Certificate (Englisch)
- DELF-Vorbereitung (Französisch)
- Energie und Umwelt
- Fotografie
- Globe Project
- Betreuung und Weiterentwicklung Schulhomepage
- Mediation (Streitschlichtung)
- Rechtswissenschaft (Jura)
- Schach
- Schülerzeitung
- Schulgarten

### Schülerzeitung
Das ATG verfügt über eine eigene Schülerzeitung mit dem Titel „PS“, was für „Post Scriptum“ steht. Im Inhalt ist meist ein Sportteil, ein Teil, in dem die Schüler berichten, die im Ausland sind bzw. waren, und in einer Rubrik wird immer allgemein über das ATG berichtet.  Sie erscheint in der Regel zweimal pro Schuljahr und wird zum Preis von 1 € (für Schüler) bzw. 2 € (für Erwachsene) verkauft.
Nach einer Umorganisierung hat sich die Schülerzeitung in „Kaktus“ umbenannt. Dieser Name wurde bereits zeitweise in der Vergangenheit verwendet.

### Amateurfunk – Arduino
Seit 2015 existiert am Aggertal-Gymnasium die Arduino AG, welche unter anderem, mit der Nutzung der Arduino-Plattform und dem eigenen herstellen von Platinen, einen Einblick in die Bereiche Elektronik und Programmierung gibt. Im Jahr 2018 war eines der Projekte der AG die Fertigung einer CNC-Fräse und eines autonomen Roboters.
Da Herr Dittrich, Leiter der AG, auch als Funkamateur tätig ist, vermittelt die AG den Teilnehmern auch Wissen über dieses Themengebiet.
Sowohl Herr Dittrich als auch der stellvertretende Schulleiter Herr Baitz besitzen für diesen Zweck Ausbildungsrufzeichen. Diese ermöglicht es den Schülern selbst ohne Amateurfunklizenz unter Aufsicht selbst am Amateurfunk aktiv zu werden.
Die AG findet (Stand: Juni 2020) dienstags von 14:15–15:50 in NW-Labor des Aggertal-Gymnasiums statt.

### Kulturelle Projekte
Seit dem Schuljahr 1998/99 werden am ATG regelmäßig Musicalprojekte in Angriff genommen. Den Anfang machte „Suore Cecilia“, eine Adaption von „Sister Act“. 2001 folgte eine Adaption von „Grease“ unter dem Namen „Let's Make A Musical“. Schließlich hatte im Oktober 2005 das erste selbst geschriebene Musical unter dem Namen „The Power Of Music“ Premiere. Alle drei Stücke durften die Schüler des ATG auch bei der Schultheaterwoche in Köln präsentieren.

## Sonstiges

### Soziales Engagement
Seit 1995 ist an der Schule das Projekt „Eine-Welt-Kreis“ etabliert, an dem Lehrer, Eltern und Schüler beteiligt sind. Als zentrale Fragestellungen widmet sich der Kreis monatlich den Themen Armut, Hunger und globale Umweltzerstörung. 1996 ist aus diesem Projekt der „Eine-Welt-Laden“ hervorgegangen. Hier verkaufen Schüler hauptsächlich aus der 1. und 2. Sekundarstufe in ihren Pausen freiwillig Schulhefte, Schokolade und Kaffee.
Ebenfalls seit 1995 schloss sich das ATG der „Aktion Courage“ an, und zwar als Unterprojekt „Schule ohne Rassismus“, einem Titel, der 1996 verliehen wurde. Als Anerkennung für die Bemühungen erhielt das bundesweite Projekt die Buber-Rosenzweig-Medaille. In monatlichen Treffen werden zahlreiche Veranstaltungen organisiert, um für die Themen Rechtsextremismus, Antisemitismus und Diskriminierung zu sensibilisieren. Ziel ist es, eine „Schule ohne Rassismus – Schule mit Courage“ zu werden. Das gleichnamige Projekt wird von dem Verein Aktion Courage getragen.

### Wettbewerbe
Seit 2003 war das Aggertal-Gymnasium auch bei Physikwettbewerben von vier Schülern erfolgreich vertreten.
So konnten sie bei landesweiten Wasserraketen-Wettbewerben in Duisburg und Berlin Ergebnisse im vorderen Teilnehmerfeld erreichen.
Nach ihrer ersten Rakete „Nepomuck“ folgten, jedes Mal deutlich verbessert, Nepomuck „2“, Nepomuck „3“ und Nepomuck „4“.
Besondere Begeisterung weckt in jedem Jahr der Känguru-Wettbewerb, an dem regelmäßig fast die Hälfte der Schülerschaft teilnimmt. 2007 hat die Schule das erste Mal am Englischwettbewerb „The Big Challenge“ mit ungefähr der Hälfte aller Schüler teilgenommen.
Seit 2007 haben regelmäßig Schülergruppen des Aggertal-Gymnasiums am Roboterwettbewerb der Gemeinschaftsoffensive Zukunft durch Innovation.NRW (zdi) teilgenommen. Durch kreativen Umbau eines vom Förderverein gestifteten Lego-NXT werden entsprechende Lösungen der jährlich neu gestellten Aufgaben entwickelt.

### Solardach
Eine Besonderheit ist das Solardach, mit dem Strom gewonnen wird, der in das lokale Netz eingespeist wird. Bei dem vom Wuppertal Institut organisierten Solardachprojekt wurde erstmals in Nordrhein-Westfalen die energetische Sanierung eines Schulgebäudes durch ein Bürgercontracting-Modell erfolgreich umgesetzt.

## Alumni und ehemaliges Personal
- Monika Kampmann, Liedermacherin
- Frank Stein, Bürgermeister von Bergisch Gladbach
- Janine Steeger, Moderatorin

## Förderverein
Der Verein der Förderer und Freunde des Aggertal-Gymnasiums Engelskirchen e. V. (kurz Förderverein) unterstützt das Aggertal-Gymnasium bei Anschaffungen aller Art, die unterrichtlichen Zwecken dienen. Somit soll die Lern- und Lehrqualität erhöht werden, um die Wettbewerbsfähigkeit gegenüber anderen Schulen aufrechtzuerhalten.